# El Tintal, Mexiko
El Tintal är en ort i Mexiko.   Den ligger i kommunen Lázaro Cárdenas och delstaten Quintana Roo, i den östra delen av landet, 1 200 km öster om huvudstaden Mexico City. El Tintal ligger 7 meter över havet och antalet invånare är 1 074.
Terrängen runt El Tintal är mycket platt. Runt El Tintal är det mycket glesbefolkat, med 4 invånare per kvadratkilometer. Närmaste större samhälle är Ignacio Zaragoza, 6,2 km väster om El Tintal. I omgivningarna runt El Tintal växer i huvudsak städsegrön lövskog.